# Portage megye (Ohio)
Portage megye az Amerikai Egyesült Államokban, azon belül Ohio államban található. Megyeszékhelye Ravenna, legnagyobb városa Kent. Lakosainak száma 161 791 fő (2020. április 1.). Portage megye Summit, Cuyahoga, Geauga, Trumbull, Mahoning és Stark megyékkel határos.

## Népesség
A megye népességének változása:
| Lakosok száma | 163 875 | 164 123 | 163 851 | 163 862 | 162 275 | 161 791 |
|               | 2010    | 2011    | 2012    | 2013    | 2015    | 2020    |